# María Lombardo de Caso (Oaxaca)
María Lombardo de Caso es una localidad del estado mexicano de Oaxaca, ubicada en el municipio de San Juan Cotzocón, del que es su mayor localidad y su principal centro económico. Su ubicación sobre la carretera Federal Transitsmica Tuxtepec-Palomares, la hace un punto de fácil acceso para la población de los municipios de Santiago Yaveo y San Juan Mazatlán. 
Se encuentra a 522 km de la Ciudad de México y a 321 km de la ciudad de Oaxaca de Juárez. 

## Historia
María Lombardo de Caso tuvo su origen en el traslado de la población que se vio afectada por residir en el territorio que quedó inundado por el embalse de la Presa Miguel Alemán en el norte del estado, principalmente en el municipio de San Miguel Soyaltepec, esta población era principalmente de etnia chinanteca y mazateca por lo que el Instituto Nacional Indigenista fue el encargado de hacer las relocalizaciones que tuvieron como destino zona entonces escasamente habitadas en el extremo sureste de Veracruz —Uxpanapa— y noreste de Oaxaca, como la zona del extremo norte del municipio de San Juan Cotzocón.
La población comenzó a gestarse el 27 de agosto de 1965 cuando fueron otorgadas parcelas a los campesinos procedentes de la zona de la Presa Miguel Alemán, días antes, el 22 de agosto, uno de los dirigentes campesinos Hermilo Regino María, propuso que la nueva población llevara el nombre del destacado antropólogo Alfonso Caso, como reconocimiento a su labor de protección de los derechos indígenas en el país; los pobladores aprobaron dicha propuesta y como tal se solicitó su establecimiento, sin embargo, posteriormente Alfonso Caso declinó el honor y en cambio solicitó que recibiera el nombre de su esposa recientemente fallecida María Lombardo de Caso, nombre con el que finalmente quedó establecida la población en 1967.

## Actividades económicas
Su principal actividad económica es la plantación y corte de limón persa, mismo que es transportado a la Ciudad de Martínez de la Torre, Veracruz para finalmente ser exportado a otros países.

## Localización y demografía
María Lombardo de Caso se encuentra localizada en las coordenadas 17°26′57″N 95°25′57″O / 17.44917, -95.43250, en el extremo norte del municipio de San Juan Cotzocón, la distancia que la separa de la cabecera municipal es de aproximadamente 80 kilómetros hacia el suroeste por una carretera vecinal de terracería, siendo por este motivo mejor sus comunicaciones con otros municipios vecinos que con el propio, la altitud de la población es de 97 metros sobre el nivel del mar; su principal comunicación es la Carretera Federal 147 que la une hacia el noroeste con Tuxtepec y hacia el sureste con la población de Palomares.
Se considera un punto de encuentro para las comunidades aledañas a la Localidad debido a su buena ubicación y a su fácil acceso, por lo que alberga el Colegio de Estudios Científicos y Tecnológicos Plantel n.º 11, El Hospital General María Lombardo del IMSS. Existe una diversidad de costumbres y tradiciones debido a que con el paso de los años se ha ido poblando de viajeros y extranjeros que al pasar por esta comunidad, se enamora de ella y por lo cual decide quedarse a vivir ahí.
El clima predominante es cálido húmedo casi todo el año.